# Liste de caps de La Réunion
Cette liste de caps de La Réunion recense les principaux caps de l'île de La Réunion, département et région d'outre-mer français dans le Sud-ouest de l'océan Indien. Outre ces pointes formées par les côtes réunionnaises et l'océan Indien, elle indique pour chacune ses coordonnées géographiques et la commune sur le territoire de laquelle elle se trouve.

## Liste
| Cap                      | Coordonnées                  | Commune           | Photographie |
| ------------------------ | ---------------------------- | ----------------- | ------------ |
| Cap Bernard              | 20° 52′ 29″ S, 55° 25′ 33″ E | Saint-Denis       |              |
| Cap Homard               | 21° 01′ 57″ S, 55° 13′ 18″ E | Saint-Paul        |              |
| Cap Jaune                | 21° 23′ 00″ S, 55° 40′ 00″ E | Saint-Joseph      |              |
| Cap la Houssaye          | 21° 01′ 05″ S, 55° 14′ 12″ E | Saint-Paul        |              |
| Cap la Marianne          | 21° 01′ 00″ S, 55° 15′ 17″ E | Saint-Paul        |              |
| Cap Méchant              | 21° 22′ 29″ S, 55° 42′ 41″ E | Saint-Philippe    |              |
| Piton de Grande Anse     | 21° 22′ 20″ S, 55° 33′ 04″ E | Petite-Île        |              |
| Pointe au Sel            | 21° 12′ 11″ S, 55° 16′ 50″ E | Saint-Leu         |              |
| Pointe de la Table       | 21° 19′ 52″ S, 55° 48′ 32″ E | Saint-Philippe    |              |
| Pointe de Langevin       | 21° 23′ 20″ S, 55° 38′ 47″ E | Saint-Joseph      |              |
| Pointe des Aigrettes     | 21° 02′ 15″ S, 55° 13′ 00″ E | Saint-Paul        |              |
| Pointe des Cascades      | 21° 10′ 58″ S, 55° 50′ 11″ E | Sainte-Rose       |              |
| Pointe des Châteaux      | 21° 08′ 59″ S, 55° 16′ 18″ E | Saint-Leu         |              |
| Pointe des Galets        | 20° 55′ 45″ S, 55° 17′ 25″ E | Le Port           |              |
| Pointe des Trois Bassins | 21° 06′ 48″ S, 55° 15′ 11″ E | Les Trois-Bassins |              |
| Pointe du Diable         | 21° 19′ 52″ S, 55° 27′ 03″ E | Saint-Pierre      |              |
| Pointe du Tremblet       | 21° 17′ 30″ S, 55° 48′ 19″ E | Saint-Philippe    |              |